# Cleome spinosa
Cleome spinosa là một loài thực vật có hoa trong họ Màng màng. Loài này được Jacq. mô tả khoa học đầu tiên năm 1760.

## Hình ảnh

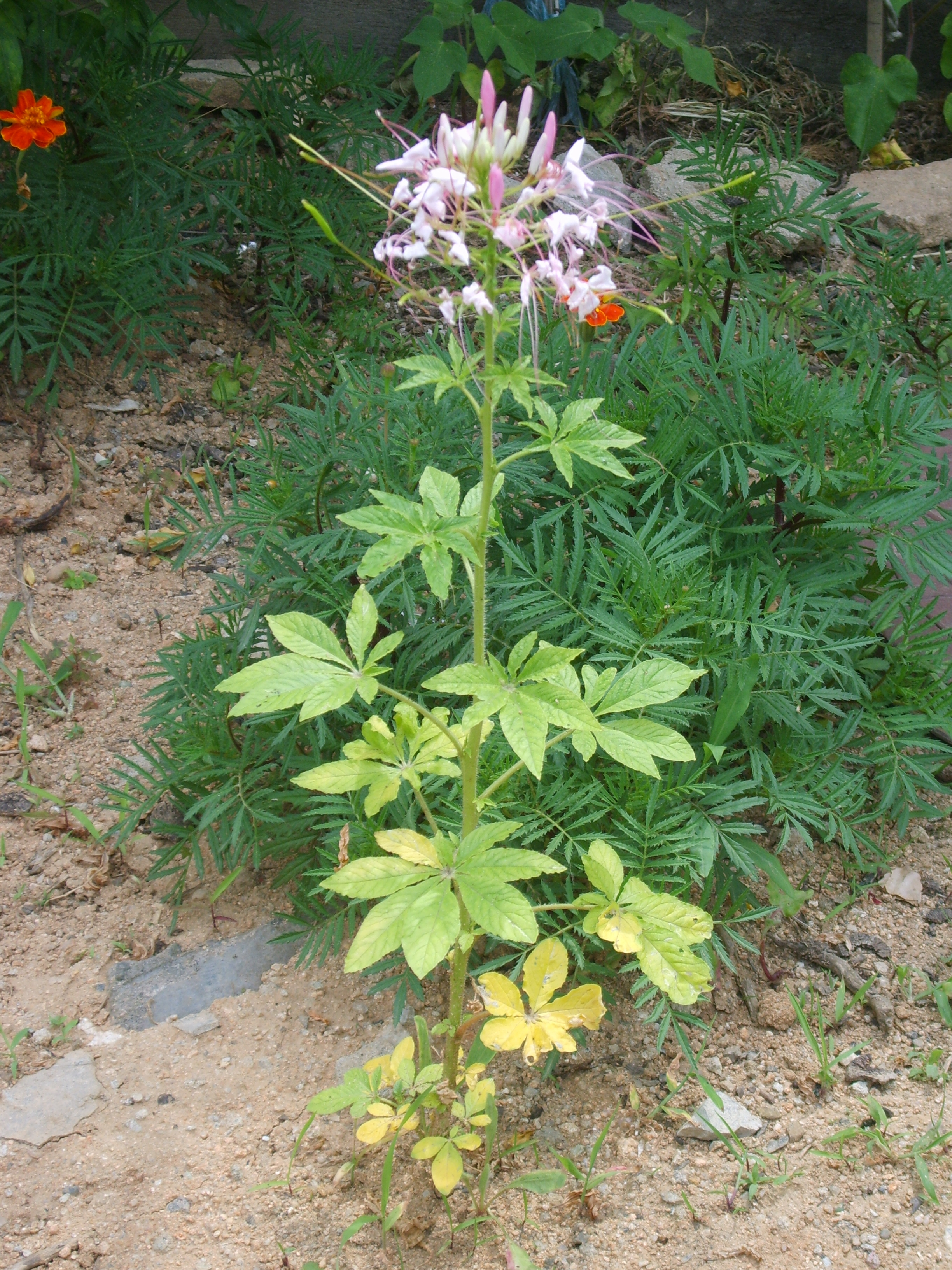
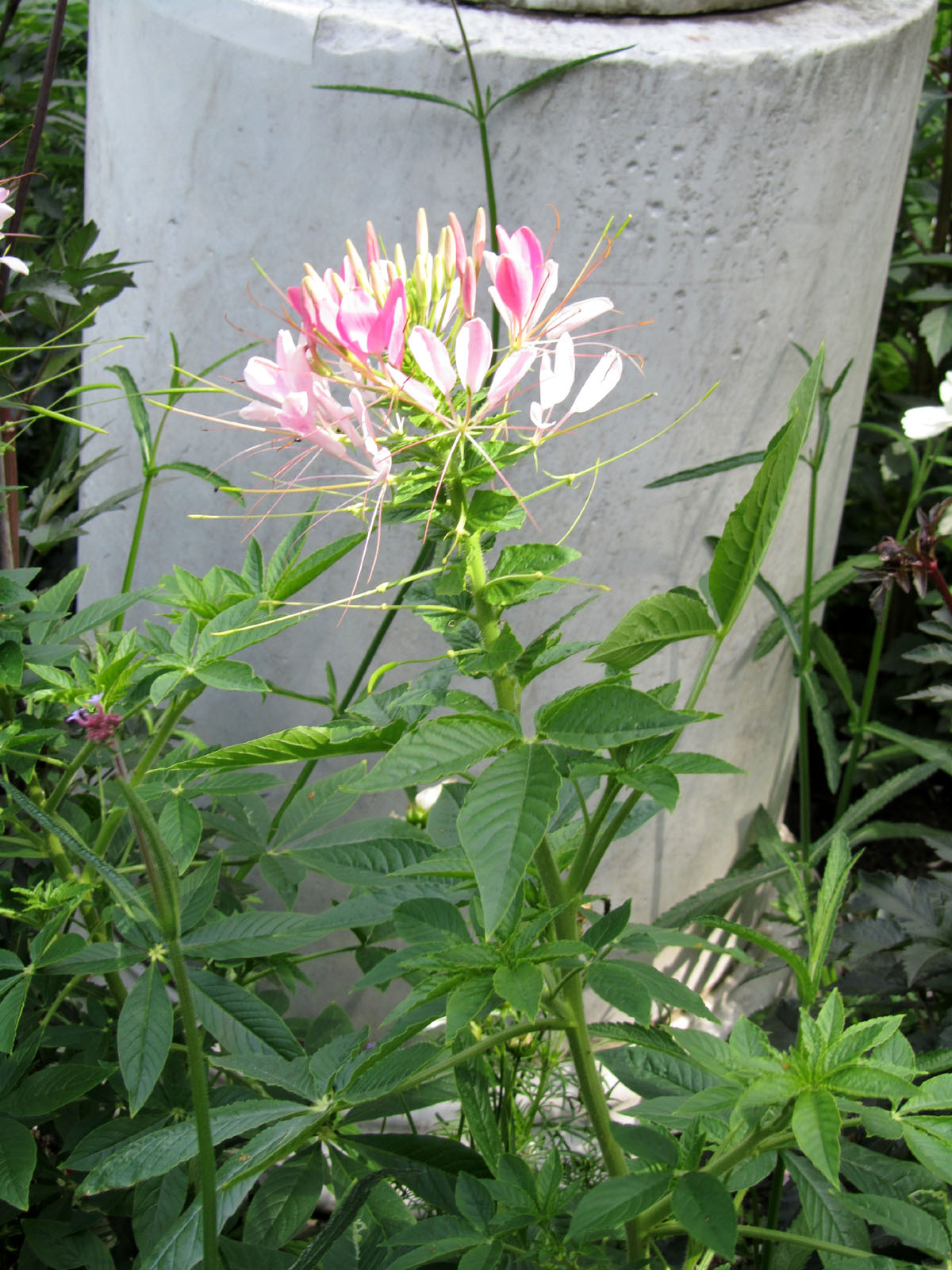
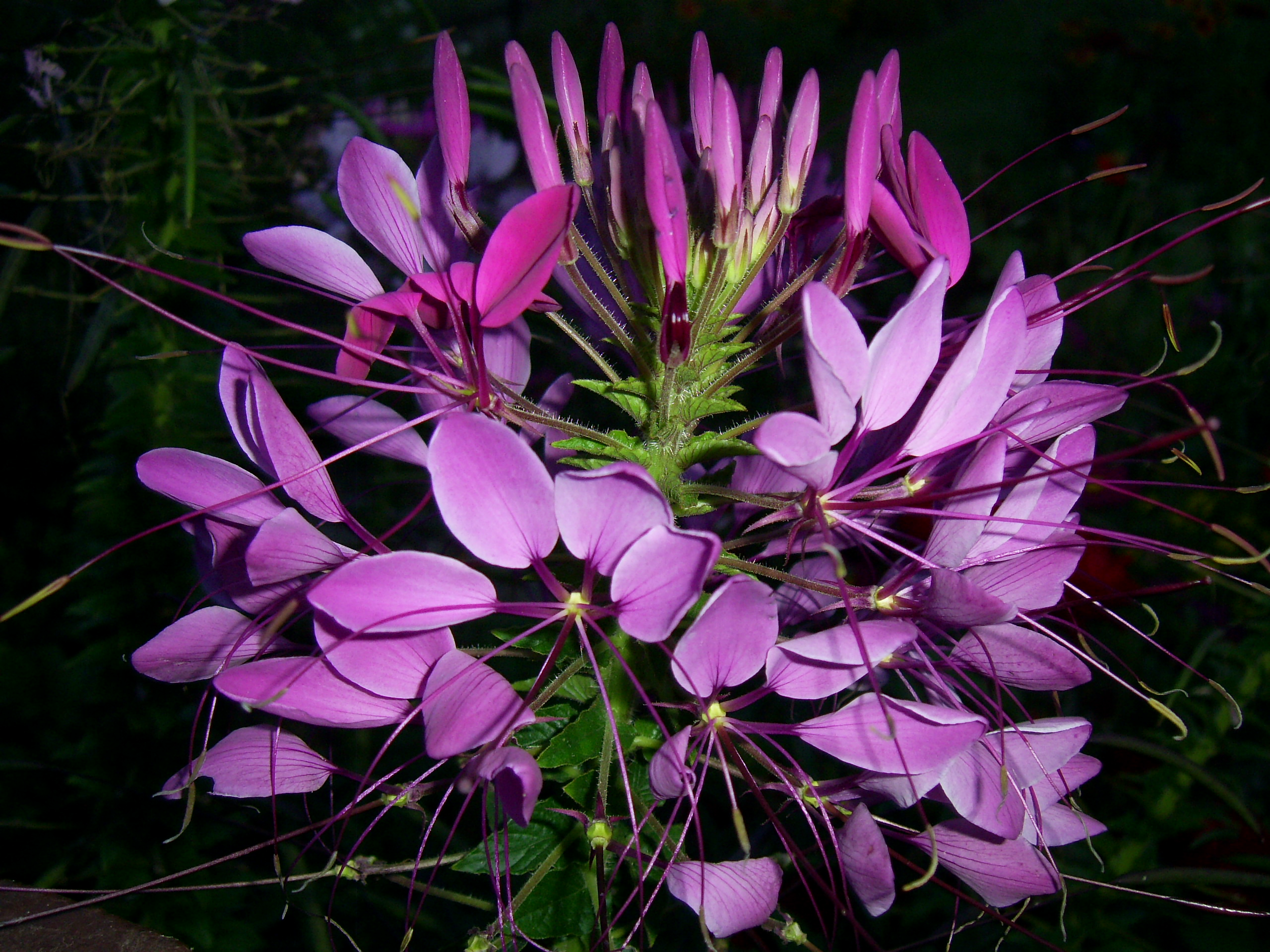
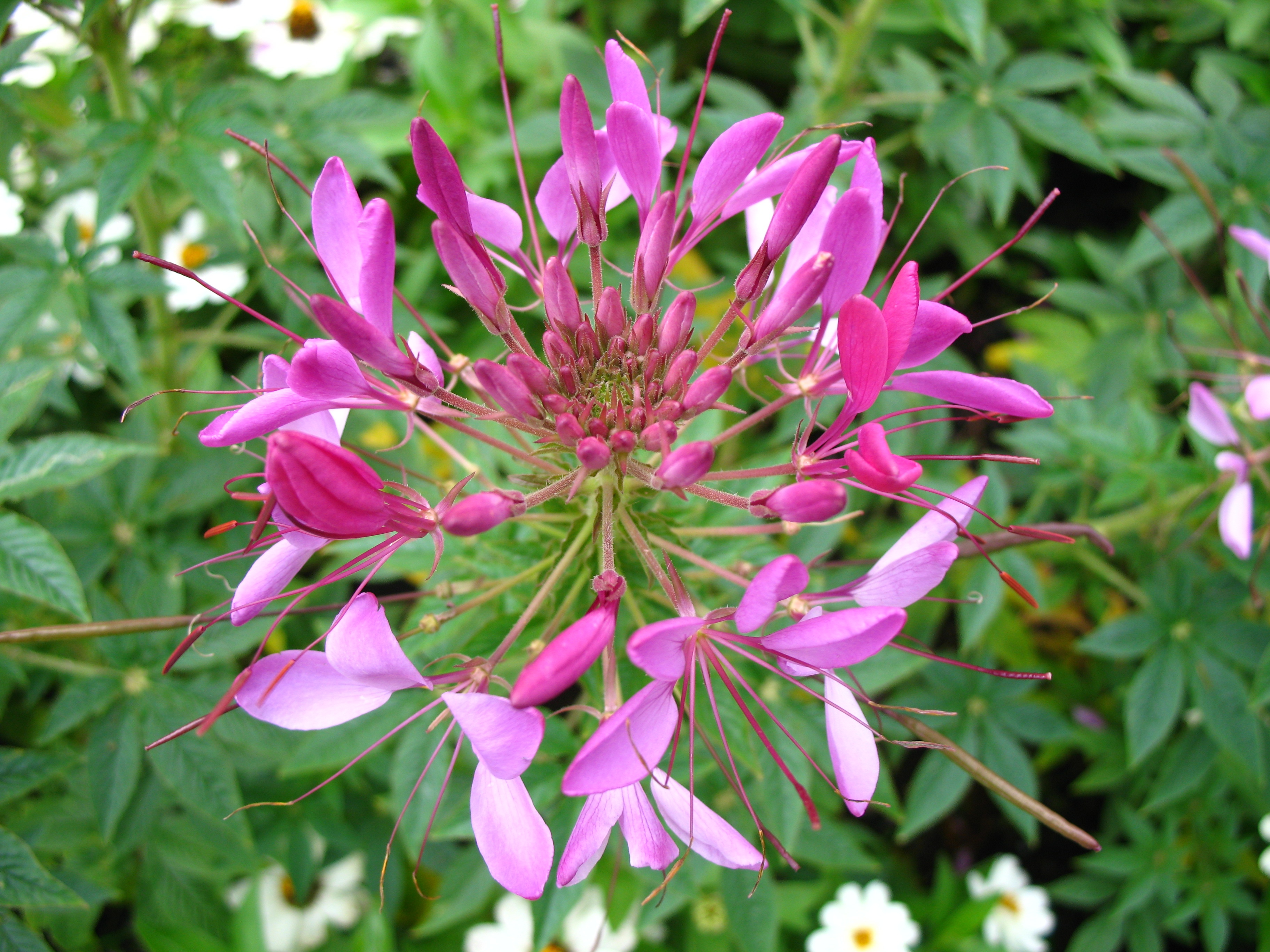